# Anten (Naturschutzgebiet)
Anten ist der Name eines Naturschutzgebietes in den niedersächsischen Gemeinden Berge und Menslage im Landkreis Osnabrück.

## Allgemeines
Das Naturschutzgebiet mit dem Kennzeichen NSG WE 321 ist circa 239 Hektar groß. Es ersetzt das bisherige Naturschutzgebiet „Suddenmoor/Anten“. Das Naturschutzgebiet ist Bestandteil des FFH-Gebietes „Bäche im Artland“. Im Nordwesten grenzt es an das Naturschutzgebiet „Suddenmoor“, mit dem es vor der Ausweisung des Gebietsteils als eigenständiges Naturschutzgebiet im Juli 2018 das Naturschutzgebiet „Suddenmoor/Anten“ bildete. Das Naturschutzgebiet ist nach Osten, Süden und Südwesten vom Landschaftsschutzgebiet „Naturpark Nördlicher Teutoburger Wald – Wiehengebirge“ umgeben. Im Norden grenzt es kleinflächig an das Landschaftsschutzgebiet „Bäche im Artland“. Das Gebiet steht seit dem 1. Mai 2021 unter Naturschutz. Zuständige untere Naturschutzbehörde ist der Landkreis Osnabrück.

## Beschreibung
Das Naturschutzgebiet liegt im Westen des Artlandes nordöstlich von Berge und südwestlich von Menslage im Norden des Natur- und Geoparks TERRA.vita. Es repräsentiert einen typischen Ausschnitt der Niederungslandschaft des Artlandes. Das Gebiet wird überwiegend von Wiesen und Weiden geprägt, die von Gräben durchzogen und von Wallhecken und Baumreihen gegliedert sind. Es wird zentral vom weitgehend begradigten Wehdemühlenbach durchflossen. Im Bereich des Fienenmoors im Süden des Schutzgebietes stocken auf teilweise abgetorften aber nassen Flächen Erlen- und Birkenmoor- und bruchwälder. Im Osten des Naturschutzgebiets stocken auf trockeneren Standorten kleinflächig Eichenmischwälder, darunter ein historisch alter Eichenwald mit Relikten ehemaliger Hutewirtschaft.
Das Grünland unterschiedlicher Nutzungsintensitäten ist wichtiger Lebensraum verschiedener Wiesenvögel. Insbesondere Grünländer auf nassen Standorten werden nur extensiv bewirtschaftet. Auf brachgefallenen Flächen sind stellenweise Sümpfe bzw. Riede ausgebildet. Nur vereinzelt werden Flächen ackerbaulich genutzt. Die Moorwälder werden von Moor- und Hängebirke dominiert, in den Bruchwäldern dominieren Rot- und Schwarzerle. In Moor- und Bruchwäldern siedeln unter anderem Torfmoose, Scheidiges und Schmalblättriges Wollgras, Schnabel- und Wiesensegge sowie Gewöhnlicher Wassernabel. In größeren Teilflächen der Moorwälder siedelt Schilf. Hochstaudenfluren entlang des Wehdemühlenbachs werden beispielsweise von Mädesüß, Gewöhnlichem Wasserdost, Blutweiderich, Sumpfschwertlilie und Echtem Baldrian sowie vereinzelt Gewöhnlichem Gilbweiderich, Waldengelwurz und Geflügelter Braunwurz gebildet. Weiterhin siedeln im Naturschutzgebiet Sumpffarn und Sumpfveilchen.
Das Gebiet entwässert über diverse Gräben, im südlichen Teil auch über Bäche, überwiegend in nordöstliche Richtung zum Renslager Kanal, der etwas nördlich des Naturschutzgebietes in den Hahnenmoorkanal mündet.
Das Naturschutzgebiet ist Lebensraum verschiedener Fische und Rundmaularten, darunter Steinbeißer, Groppe, Fluss- und Bachneunauge. Stillgewässer im Bereich des Wehdemühlenbachs sind Lebensraum verschiedener Amphibien. Die Gewässer im Naturschutzgebiet bieten außerdem verschiedenen Libellen einen geeigneten Lebensraum, darunter beispielsweise die Gebänderte Prachtlibelle. Das Naturschutzgebiet beherbergt verschiedene Limikolen und Singvögel. Die Eichenwälder sind Lebensraum des Hirschkäfers. Das Gebiet ist potentieller oder wahrscheinlicher Lebensraum des Fischotters, der in benachbarten Gebieten nachgewiesen wurde.